# Zelioni Óstrov
Zelioni Óstrov (en rus: Зелёный Остров) és un poble (un possiólok) de l'óblast d'Astracan, a Rússia, segons el cens del 2010 tenia 171 habitants.